# Gelo Ic
O gelo  Ic é uma variante cristalina cúbica metaestável do gelo.
Os átomos de oxigênio estão arranjados em uma estrutura adamantina e é produzido a temperaturas entre 130 e 220 K (−140 e −50 °C), e pode existir acima de 240 K , quando se transforma em gelo Ih. Ele pode ser ocasionalmente encontrado na atmosfera superior.
A forma mais comum do gelo que conhecemos é o gelo  Ih, (nomenclatura de Bridgman). Diferentes tipos de gelo que vão desde o gelo II ao XV foram criados em laboratório a diferentes pressões e temperaturas.